# Maja Blagdan
Maja Blagdan (ur. 16 maja 1968 w Splicie) – chorwacka piosenkarka, reprezentantka Chorwacji w 41. Konkursie Piosenki Eurowizji w 1996 roku.

## Życiorys

### Kariera
Maja Blagdan zaczynała swoją karierę muzyczną w 1986 roku, zostając wokalistką zespołu rockowego Stijene. Rokrocznie występowała z nim na festiwalu muzycznym w Splicie. W 1987 roku grupa zagrała na festiwalu Vaš šlager sezone organizowanym w Sarajewie.
W 1990 roku piosenkarka rozpoczęła karierę solową. W 1992 roku wystąpiła na festiwalu w Zagrzebie z piosenką „Santa Maria”, z którą zajęła pierwsze miejsce w głosowaniu jurorów. Rok później zaśpiewała na festiwalu numer „Ti si čovjek moj”, z którym również wygrała nagrodę jury. W tym samym roku brała udział w krajowych eliminacjach eurowizyjnych Dora 1993, do których zgłosiła się z utworem „Jedini moj”. 28 lutego wystąpiła w finale selekcji i zajęła ostatecznie drugie miejsce z 76 punktami w głosowaniu jurorów, przegrywając jedynie z zespołem Put. 11 kwietnia 1993 roku premierę miał jej debiutancki album studyjny zatytułowany Vino i gitare, na którym znalazł się m.in. singiel „Jedini moj”. W 1994 roku ukazała się jej druga płyta długogrająca zatytułowana Bijele ruže. Na krążku znalazł się m.in. tytułowy singiel, z którym piosenkarka wystąpiła na festiwalu w Zagrzebiu. W tym samym roku artystka została wyróżniona nagrodą Porin w kategorii „Najlepszy debiutant”.
W 1996 roku Blagdan wzięła udział w krajowych eliminacjach eurowizyjnych Dora 1996, do których zgłosiła się z utworem „Sveta ljubav”. 3 marca wystąpiła w finale selekcji i zajęła w nim pierwsze miejsce po zdobyciu łącznie 214 punktów w głosowaniu jurorów, dzięki czemu została ogłoszona reprezentantką Chorwacji w 41. Konkursie Piosenki Eurowizji organizowanym w Oslo. W kwietniu 1996 roku wydała swój trzeci album studyjny zatytułowany Sveta ljubav. 18 maja wystąpiła w finale Konkursu Piosenki Eurowizji i zajęła w nim ostatecznie czwarte miejsce po zdobyciu 98 punktów w głosowaniu jurorskim. W tym samym roku piosenkarka otrzymała nagrodę Porin w kategorii „Najlepsze żeńskie wykonanie” (za utwór „Sveta ljubav”).
W 1997 roku premierę miała czwarta płyta studyjna Blagdan zatytułowana Ljubavi moja jedina. Dwa lata później na rynku ukazał się jej piąty album długogrający zatytułowany Ti. W 1999 roku otrzymała nagrodę za interpretację na festiwalu w Zagrzebie po wykonaniu utworu „Šumi voda”.
W 2001 roku premierę miała szósta płyta studyjna Blagdan zatytułowany Ljubav ljubavi. W 2002 roku ukazał się jej pierwszy album kompilacyjny zatytułowany Moje najboljše, na którym znalazły się największe przeboje w dotychczasowej twórczości artystki. Rok później Blagdan wydała kolejną składankę hitów pt. Moje ime je ljubav. Na krążku znalazł się m.in. tytułowy singiel, z którym piosenkarka brała udział w krajowych eliminacjach eurowizyjnych Dora 2003. 7 marca wystąpiła w pierwszym półfinale selekcji i z trzeciego miejsca awansowała do organizowanego dwa dni później finału. Zajęła w nim ostatecznie dwunaste miejsce po zdobyciu 9 punktów.
W 2008 roku ukazała się ósma płyta studyjna Blagdan zatytułowana Sretna žena. Krążek promowany był m.in. przez singiel „Zvala sam ga anđele”, z którym piosenkarka brała udział w krajowych eliminacjach eurowizyjnych Dora 2008. 23 lutego wystąpiła z nim w finale selekcji i zajęła ostatecznie czternaste miejsce po zdobyciu 9 punktów. W 2009 roku piosenkarka wydała swój trzeci, dwupłytowy album kompilacyjny zatytułowany Zlatna Kolekcija, na którym znalazło się 35 utworów z repertuaru piosenkarki, w tym m.in. jej największe przeboje. W tym samym roku nagrała płytę zatytułowaną Put, istina i život razem ze Zlatko Sudacem i Ivanem Puljiciem.
28 listopada 2014 roku Blagdan wydała nowy singiel – „Više od najviše”. W maju 2015 roku premierę miał jej kolejny singiel – „Znam te”.

## Dyskografia

### Albumy studyjne
- Vino i gitare (1993)
- Bijele ruže (1994)
- Sveta ljubav (1996)
- Ljubavi moja jedina (1997)
- Ti (1999)
- Ljubavi, ljubavi (2001)
- Sretna žena (2008)

### Albumy kompilacyjne
- Moje najboljše (2002)
- Moje ime je ljubav (2003)
- Zlatna Kolekcija (2009)